# Marimonas arenosa
Marimonas arenosa — вид грам-негативних протеобактерій родини Rhodobacteraceae. Описаний у 2017 році. Виділений з морського піску в Південній Кореї.

## Опис
Грам-негативна, нерухома, неспороутворююча, аеробна бактерія у формі короткого стрижня. Розмножується у морському мулі при температурах 20–37 °C, з рН 6,5–10,0 та при концентраціях NaCl 0–6 %.